# 미나미 가나코

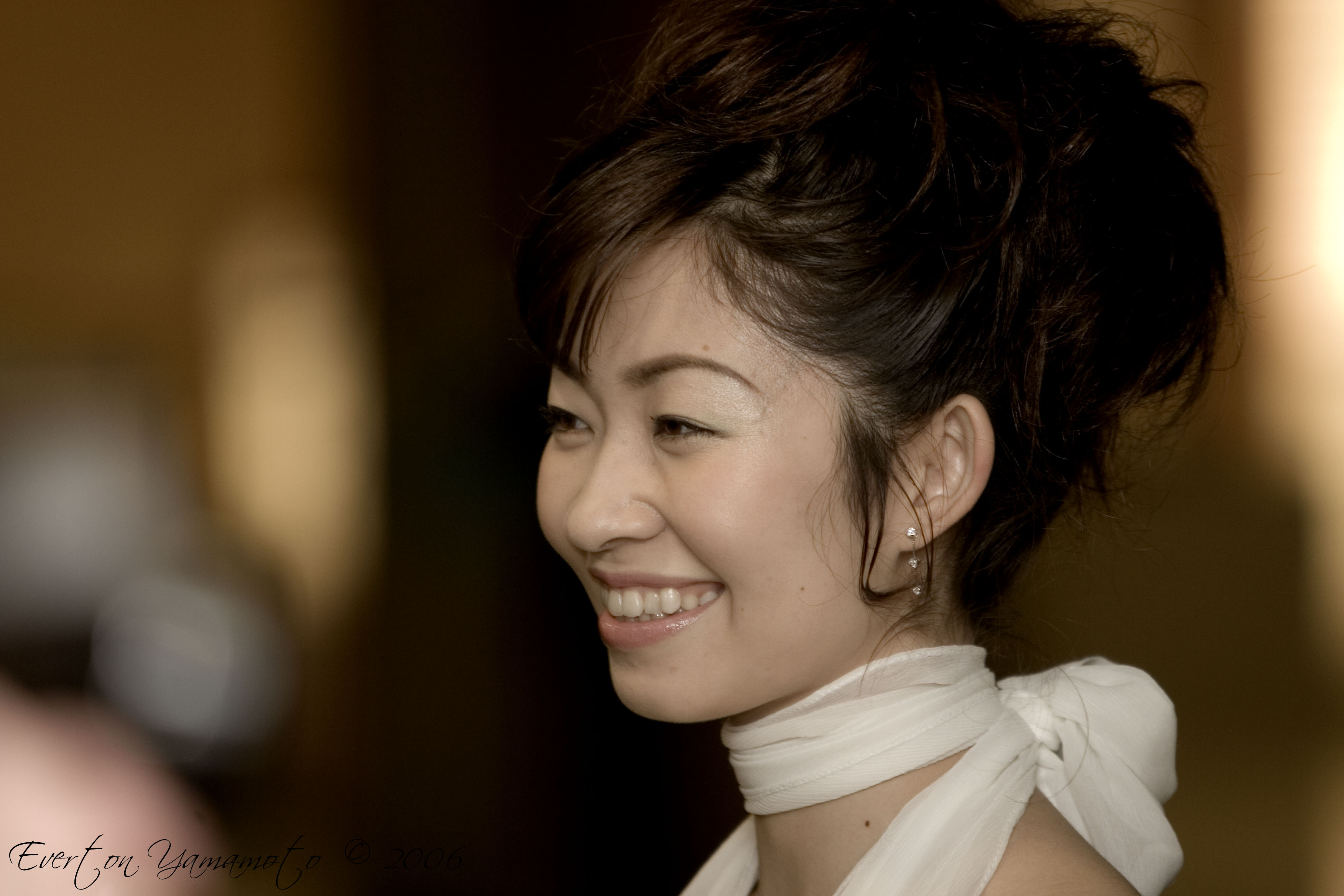

미나미 카나코(南かなこ みなみ かなこ, 1981년 9월 7일- )는 일본 컬럼비아소속의 가수이다. 일본계 브라질인으로 초등학교 6학년 무렵부터 일본에서 생활했다. 2003년에 가수 데뷔에 성공했다.